# Mičurinskij Prospekt (metropolitana di Mosca)
Mičurinskij Prospekt (in russo: Мичуринский проспект) è una stazione della linea Kalininskaja-Solncevskaja della metropolitana di Mosca.
Inaugurata il 30 agosto 2018, la stazione è collocata nel quartiere di Ramenki, tra il viale omonimo e un'area naturale protetta.
Dal 2021 è stato completato un Interscambio con una linea 11.

## Galleria d'immagini

La stazione nel suo complesso a giugno 2018, pochi mesi prima della sua inaugurazione.